# Cyaneolytta fryi
Cyaneolytta fryi là một loài bọ cánh cứng trong họ Meloidae. Loài này được Wollaston miêu tả khoa học năm 1861.